# لوچیا، کنتس طرابلس
لوچیا، کنتس طرابلس (انگلیسی: Lucia, Countess of Tripoli) شاهزاده افتخاری و اسمی انطاکیه و آخرین کنتس طرابلس و فرزند بوهموند ششم و سیبلا ارمنستان و همسر نارجو دو توسی بود. وی پس از مرگ برادرش در سال ۱۲۸۷ به جانشینی وی منصوب شد اما پس از دو سال طرابلس توسط ممالیک به رهبری منصور قلاوون در مارس ۱۲۸۹ محاصره شد. با وجود درخواست‌های کمک لوچیا از اروپا، وی هیچ کمکی دریافت نکرد تا پس از کمتر یک ماه محاصره، طرابلس سقوط کند تا کنت‌نشین طرابلس نیز همچون شاهزاده‌نشین انطاکیه و کنت‌نشین ادسا از میان برود و زمینه برای سقوط آخرین پایگاه صلیبیون در اراضی مقدس، عکا، فراهم شود. وی پس از سقوط طرابلس به همراه نارجو به اروپا و ناپل بازگشت.